# Lucie Muhr
Lucie Muhr (* 20. Januar 1978 in Karlsruhe) ist eine deutsche Schauspielerin.
Muhr studierte Schauspiel an der Bayerischen Theaterakademie „August Everding“ in München und spielte dort bereits während ihrer Ausbildung Theater an verschiedenen Bühnen.
Von Oktober 2005 bis April 2007 sowie im Dezember 2008 war sie in der ZDF–Telenovela Wege zum Glück zu sehen, wo sie die Rolle der Patrizia Gravenberg spielte. Seit Dezember 2007 verkörpert sie in der SWR-Serie Die Fallers – Die SWR Schwarzwaldserie die Eva Schönfeldt.

## Filmografie (Auswahl)
- 1999: Tatort – Offene Rechnung (Fernsehreihe)
- 2005–2007, 2008: Wege zum Glück
- 2006: Wie Licht schmeckt
- 2007 - 2025: Die Fallers – Die SWR Schwarzwaldserie
- 2008: Tatort – Der glückliche Tod
- 2009: Tatort – Tödliche Tarnung
- 2009: Faktor 8 – Der Tag ist gekommen
- 2012: SOKO Köln – Ein Schuss, kein Tor
- 2014: SOKO Donau – Perfekte  Welt
- 2020: Rentnercops – Herr Ko vegan